# Chimaera bahamaensis
Chimaera bahamaensis е вид химер от семейство Chimaeridae.

## Разпространение
Видът е разпространен в Бахамски острови.